# NGC 2063
NGC 2063是猎户座的一個星群。
1783年12月26日，德英天文学家威廉·赫歇爾记录了NGC 2063的位置，占据了大约9'区域。